# 윌리엄 쿨리지

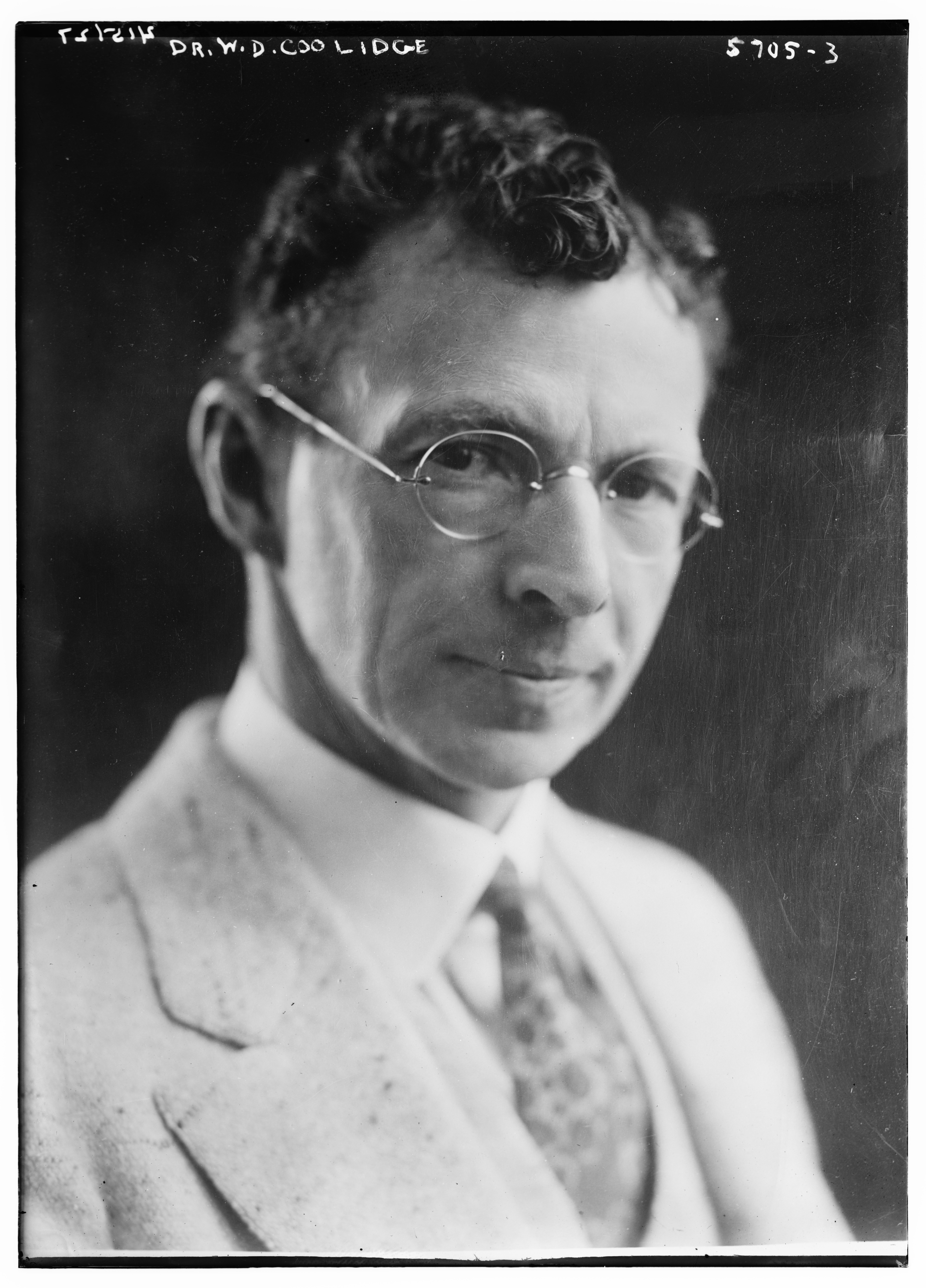

윌리엄 데이비드 쿨리지(William David Coolidge, 1873년 10월 23일 ~ 1975년 2월 3일)는 미국의 물리학자이다.
매사추세츠주의 허드슨에서 출생하였으며, 매사추세츠 공과대학교와 라이프치히 대학교를 졸업하였다. 1910년 텅스텐을 연성으로 만드는 데 성공하여 백열 전구·전자관의 발전에 기여하였다. 1913년 쿨리지관을 고안하여 X선의 연구·응용에 공헌하였다. 1932년부터 12년간 제너럴 일렉트릭의 연구소장으로 있었다.